# Auferstehungskirche (Traisen)
Die Auferstehungskirche ist die evangelische Pfarrkirche der Marktgemeinde Traisen im Bezirk Lilienfeld in Niederösterreich. Sie gehört der Evangelischen Superintendentur A. B. Niederösterreich an.

## Geschichte
Erste evangelische Gottesdienste fanden in Traisen seit 1906 an verschiedenen Orten statt. 1927 wurde mit der Markterhebung von Traisen die zur Kirchengemeinde gehörende Waldkirche St. Aegyd zur Pfarrgemeinde Augsburgischen und Helvetischen Bekenntnisses erhoben. Kirchenbaupläne in Traisen bestanden seit 1935, doch konnte nach Zweitem Weltkrieg und nachfolgender Inflation erst 1954 mit dem Bau der Kirche begonnen und diese am Ostermontag 1957 geweiht werden. Diese stellt ein schlichtes, hausartiges Bauwerk mit Giebeldachreiter und seitlich angebautem Gemeindesaal dar, im Innern flachgedeckt mit segmentbogig geschlossener Altarnische.